# Барранка
Барранка (исп. Barranca) — город в Перу. Административный центр провинции Барранка региона Лима.
Город Барранка — небольшой порт, расположенный на побережье Тихого океана, в 193 километрах к северо-западу от столицы Перу — Лимы. Население составляет около 47000 жителей.

## Экономика
Экономика города базируется, главным образом, на обрабатывающем сельскохозяйственном производстве и рыболовстве.

## Достопримечательности
- Музей Симона Боливара
- Порт Пуэрто-Супе

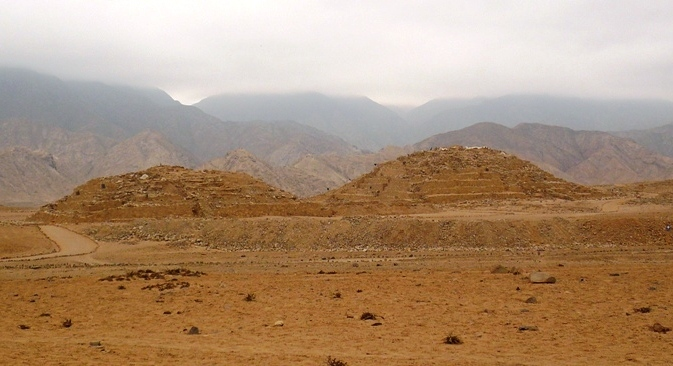
Руины пирамид

- Форталеза-де-Парамонга, остатки крепости цивилизации инков